# Niaia
O Niaia ou Nyaya é uma das seis escolas de pensamento que integram a filosofia indiana ortodoxa. O fundador dessa escola, Gautama, era conhecido em sua época como Aksapada, o de olhos fixos nos pés.
O texto de maior importância dessa escola é o Nyaya Sutra, escrito no século II a.C.
A escola Nyaya é de importância ímpar no desenvolvimento da filosofia indiana devido ao seu papel na construção de um sistema lógico e analítico, do qual nasceu todo o resto da filosofia lógica indiana enquanto que houve desenvolvimentos paralelos em diversas outras áreas filosóficas.
Inicialmente vista com suspeita pelo clero hindu, passou logo depois a ser promovido por este como ferramenta de debate contra os heterodoxos (materialistas, budistas e jainistas). A escola teve seu prestígio incrementado, e o seu sistema passou a ser visto como um dos meios para se levar à salvação.

## Lógica
Para o Nyaya, toda forma de conhecimento resulta apenas de uma parcela da realidade, visto que, para os filósofos dessa escola, a realidade externa não chega a nós de forma pura, mas é modificada pelos nossos sentidos. Estabelecendo sua teoria do conhecimento, o Nyaya alegou existirem quatro fontes de conhecimento: a percepção, a inferência, a analogia e o testemunho fidedigno. No entanto, o princípio de contradição é de todos o de maior peso, já que ele nos permite reconhecer as conclusões falsas que se dizem ser retiradas de premissas corretas.
Foram desenvolvidos por esta escola extensos e numerosos tratados sobre sofismas, falácias e confusões que descaracterizam as discussões.
Em contraste com a lógica aristotélica, que é constituída por três termos, o silogismo indiano se compõe de cinco termos:
- uma afirmação;
- a razão que sustenta a afirmação;
- a prova da razão;
- a aplicação do princípio geral (contido no terceiro termo);
- e a conclusão.

## Metafísica
Para a escola Nyaya, o papel da lógica é ajudar o homem a atingir a salvação, evitando os erros contidos no raciocínio comum.
Em contraste com a maior parte da escola Uttara-Mimansa (a escola vedanta) e seu principal filósofo, Shankara, a escola Nyaya sustenta que o Eu—que, para os filósofos de Nyaya, é formado por diversas almas—com todas as suas particularidades e funções, é real, e que cada pessoa possui um Eu único.
Indo além do seu campo particular, a lógica, a escola Nyaya, a fim de fundamentar a sua metafísica, adotou a ontologia da escola de filosofia Vaisesika.
Concernente à salvação, tema central de todas os sistemas filosóficos indianos, o ideal de libertação apresentado no Nyaya Sutra, livro IV, é o desapego ascético que conduz a um estado de inconsciência. Essa ideia é similar à da escola Sankhya.